# Рождественская волость (Боровский уезд)
Рождественская волость — волость в составе Боровского уезда Калужской губернии, Наро-Фоминского и Звенигородского уездов Московской губернии. Существовала до 1922 года. Центром волости было село Рождество.
В состав волости вошли селения Алексеевка, Атепцево, Башкино, Глухарево, Горчухино, Деденево, Елагино, Ерюхино, Кузьминка, Каурцево, Котово, Мальково, Мишуково, Ольховка, Покров, Покровка, Рождество, Слизнево, Татарки и Щекотино.
В дореволюционный период Рождественская волость входила в состав Боровского уезда Калужской губернии. 27 августа 1918 года она была передана в новообразованный Наро-Фоминский уезд Московской губернии.
По данным 1919 года в Рождественской волости было 9 сельсоветов: Атепцевский, Деденевский, Елагинский, Каменский, Кловский, Котовский, Мишуковский, Рождественский и Слизневский.
В 1920 году Мишуковский с/с был переименован в Каурцевский.
В 1921 году Деденевский, Елигинский, Каурцевский, Кловский, Котовский и Слизневский с/с были упразднены. В том же году из Ташировской волости в Рождественскую были переданы селения Могутово, Мачехин и Савеловка — на их территории был образован Могутовский с/с.
В 1922 году в Рождественской волости было 4 с/с: Атепцевский, Каменский, Могутовский и Рождественский.
23 октября 1922 года в связи с ликвидацией Наро-Фоминского уезда Рождественская волость была передана в Звенигородский уезд. 19 декабря она была объединена с Ташировской волостью в новую Наро-Фоминскую волость..